# Orin de Waard
Orin de Ward (ur. 4 grudnia 1983) – antylski piłkarz występujący na pozycji napastnika. Zawodnik klubu FC Lienden.

## Kariera klubowa
Seniorską karierę rozpoczynał w 2007 roku w klubie Achilles 79. Potem grał w JWC Cuijk. Następnie reprezentował barwy trzecioligowego klubu De Treffers Groesbeek, w którym strzelił 6 goli w 25 meczach. Następnym klubem w karierze zawodnika był również trzecioligowy klub FC Lienden. Wystąpił w 24 meczach strzelając 10 goli.

## Kariera reprezentacyjna
Orin de Waard zadebiutował w reprezentacji 9 lutego 2011 roku, podczas eliminacji do Mistrzostw Świata w Piłce Nożnej w 2014 roku, w meczu z Antiguą i Barbudą, który reprezentanci Curaçao przegrali 2:5. W swoim drugim meczu w reprezentacji, zdobył swojego pierwszego gola przeciwko reprezentacji Haiti, jednak jego reprezentacja ponownie przegrała, tym razem 2:4.